# Limitless (serie televisiva)
Limitless è una serie televisiva statunitense trasmessa dalla CBS nella stagione televisiva 2015-2016.
Si tratta di un sequel del film del 2011 Limitless, a sua volta tratto dal romanzo Territori oscuri (The Dark Fields).
La storia vede come protagonista Brian Finch, un uomo comune residente a New York che entra a contatto con la droga illegale nota come NZT. Come accaduto al personaggio interpretato da Bradley Cooper, tale sostanza aumenta le sue capacità intellettive rendendolo l'uomo più intelligente del mondo. Gli episodi sono incentrati sulle missioni svolte da Bryan per conto del FBI nell’arco della stagione.
La serie è stata cancellata ufficialmente dalla CBS nel mese di maggio 2016, dopo una sola stagione prodotta.

## Trama
Brian Finch è un cittadino statunitense che, dopo aver assunto il farmaco sperimentale nootropo NZT, riesce a sfruttare le sue capacità neurali molto al di sopra della media, acquisendo una memoria e una capacità di comprensione e analisi sovrumane. Dopo averle sfruttate a proprio piacimento, l'FBI lo invita a collaborare con una squadra investigativa di New York per risolvere i casi più complessi. All'insaputa dei federali, nel frattempo Finch intrattiene però delle relazioni con il senatore Edward Morra, che gli fornisce un siero in grado di annullare i letali effetti collaterali dell'NZT.

## Personaggi e interpreti

### Personaggi principali
- Brian Finch, interpretato da Jake McDorman, doppiato da Simone D'Andrea.
È un comune cittadino che acquisisce capacità neurali sovrumane grazie all'uso del farmaco NZT. Grazie a queste capacità inizia a lavorare per l'FBI come consulente, perché è "immune" agli effetti collaterali della droga grazie ad una speciale iniezione.
- Rebecca Harris, interpretata da Jennifer Carpenter, doppiata da Daniela Calò.
È un'agente speciale dell'FBI che Brian aiuta nella sua attività investigativa.
- Spelman Boyle, interpretato da Hill Harper, doppiato da Fabrizio Piccioni.
È un agente speciale che lavora in coppia con Rebecca.
- Nasreen "Naz" Pouran, interpretata da Mary Elizabeth Mastrantonio, doppiata da Laura Boccanera.
È l'agente supervisore di Rebecca e Boyle.

### Personaggi ricorrenti
- Edward Morra, interpretato da Bradley Cooper, doppiato da Christian Iansante. 
È un senatore regolare fruitore del farmaco NZT che tenta di usare la posizione di Brian all'FBI per i propri oscuri scopi. Bradley Cooper riprende il ruolo che aveva nel film da cui è tratta la serie.
- Dennis Finch, interpretato da Ron Rifkin, doppiato da Ennio Coltorni.
È il padre di Brian.
- Marie Finch, interpretata da Blair Brown.
È la madre di Brian.
- Sipiwe, interpretata da Sipiwe Moyo.
Infermiera al soldo di Morra, inizialmente è lei a fornire l'antidoto a Brian per gli effetti collaterali dell'NZT.
- "Ike", interpretato da Tom Degnan.
Agente dell'FBI incaricato di sorvegliare Brian. È chiamato "Ike" da quest'ultimo, ma il suo vero nome è Jason.
- "Mike", interpretato da Michael James Shaw.
Agente dell'FBI incaricato di sorvegliare Brian. Anche "Mike" è un soprannome affibbiato da Brian, il suo vero nome è Darryl.
- Casey Rooks, interpretato da Desmond Harrington.
Agente dell'FBI e di una sua squadra SWAT, è esperto di tecniche di combattimento corpo a corpo.
- Jarrod Sands, interpretato da Colin Salmon.
Faccendiere di Morra, è un ex agente dell'intelligence.
- Piper Baird, interpretata da Georgina Haig.
Una ragazza che ha assunto l'NZT e ha rubato l'enzima che ne sopprime gli effetti collaterali con lo scopo di duplicarlo.

## Episodi
| Stagione       | Episodi | Prima TV originale | Prima TV Italia |
| -------------- | ------- | ------------------ | --------------- |
| Prima stagione | 22      | 2015-2016          | 2016            |

## Produzione
Dopo che l'esistenza del progetto era già stata annunciata nel corso del 2013, la CBS annunciò ufficialmente di aver messo in cantiere una prosecuzione televisiva del film Limitless il 31 ottobre 2014. Nato da una collaborazione tra Bradley Cooper, già produttore esecutivo e protagonista del film, e la Relativity Television, l'adattamento televisivo è curato da Craig Sweeny, anche produttore esecutivo insieme allo stesso Bradley Cooper, Todd Phillips, Alex Kurtzman e Roberto Orci, oltre a Leslie Dixon e Neil Burger, rispettivamente sceneggiatore e regista del film. L'episodio pilota è diretto da Marc Webb.
L'11 marzo 2015 Jake McDorman fu ingaggiato per il ruolo del protagonista Brian Finch, mentre nei giorni seguenti si unirono al cast anche Jennifer Carpenter, Hill Harper e Mary Elizabeth Mastrantonio. Bradley Cooper è membro del cast ricorrente interpretando il personaggio di Edward Morra, modellato su quello che era stato il protagonista del film.
L'8 maggio 2015 la CBS diede il definitivo semaforo verde alla produzione di una prima stagione, andata in onda dal 22 settembre 2015.